# Кубок валлійської ліги з футболу 2018—2019
Кубок валлійської ліги 2018–2019 — 27-й розіграш Кубка валлійської ліги. Титул вперше здобув Кардіфф МЮ.

## Календар
| Раунд        | Дата                       | Матчі | Клуби   |
| ------------ | -------------------------- | ----- | ------- |
| Перший раунд | 28 серпня 2018             | 12    | 28 → 16 |
| Другий раунд | 25 вересня - 3 жовтня 2018 | 8     | 16 → 8  |
| 1/4 фіналу   | 30 жовтня 2018             | 4     | 8 → 4   |
| 1/2 фіналу   | 23-24 листопада 2018       | 2     | 4 → 2   |
| Фінал        | 19 січня 2019              | 1     | 2 → 1   |

## Перший раунд
| Команда 1                     | Рахунок      | Команда 2          |
| ----------------------------- | ------------ | ------------------ |
| 28 серпня 2018                |              |                    |
| Кевн Друїдс                   | 3:4 дч       | Ейрбас (2)         |
| Бангор Сіті (2)               | 0:1          | Лландидно          |
| Ріл (2)                       | 4:2          | Карнарвон Таун     |
| Денбай Таун (2)               | 2:3          | Престатін Таун (2) |
| Флінт Таун Юнайтед (2)        | 3:2 дч       | Голівел Таун (2)   |
| Кармартен Таун                | 5:0          | Гойтр (2)          |
| Гейверфордвест Каунті (2)     | 3:0          | Лланеллі Таун      |
| Кембріан-енд-Клайдеч-Вейл (2) | 0:0 пен. 3:1 | Баррі Таун         |
| Пенібонт (2)                  | 3:1          | Тон Пентр (2)      |
| Гойтр Юнайтед (2)             | 3:1          | Аван Лідо (2)      |
| Бала Таун                     | 3:0          | Гвілсфілд (2)      |
| Велшпул Таун (2)              | 1:3          | Аберіствіт Таун    |

## Другий раунд
| Команда 1                       | Рахунок | Команда 2         |
| ------------------------------- | ------- | ----------------- |
| 25 вересня 2018                 |         |                   |
| Кембріан-енд-Клайдеч-Вейл (2)   | 3:1     | Аберіствіт Таун   |
| Кардіфф Метрополітен Юніверсіті | 3:1     | Кармартен Таун    |
| Гейверфордвест Каунті (2)       | 6:2     | Гойтр Юнайтед (2) |
| Ньютаун                         | 1:0     | Пенібонт (2)      |
| 2 жовтня 2018                   |         |                   |
| Коннаг'с Куей Номандс           | 5:1     | Ейрбас (2)        |
| Флінт Таун Юнайтед (2)          | 1:6     | Бала Таун         |
| Ріл (2)                         | 3:5     | Лландидно         |
| 3 жовтня 2018                   |         |                   |
| Престатін Таун (2)              | 0:5     | Нью-Сейнтс        |

## 1/4 фіналу
| Команда 1                       | Рахунок | Команда 2                 |
| ------------------------------- | ------- | ------------------------- |
| 30 жовтня 2018                  |         |                           |
| Кембріан-енд-Клайдеч-Вейл (2)   | 1:0     | Ньютаун                   |
| Кардіфф Метрополітен Юніверсіті | 6:0     | Гейверфордвест Каунті (2) |
| Бала Таун                       | 0:1     | Коннаг'с Куей Номандс     |
| Лландидно                       | 0:5     | Нью-Сейнтс                |

## 1/2 фіналу
| Команда 1                     | Рахунок | Команда 2                       |
| ----------------------------- | ------- | ------------------------------- |
| 23 листопада 2018             |         |                                 |
| Кембріан-енд-Клайдеч-Вейл (2) | 2:1 дч  | Нью-Сейнтс                      |
| 24 листопада 2018             |         |                                 |
| Коннаг'с Куей Номандс         | 0:1     | Кардіфф Метрополітен Юніверсіті |

## Фінал
| 19 січня 2019 21:30 (EEST) |

| Кардіфф МЮ         | 2:0      | Кембріан-енд-Клайдеч-Вейл (2) |
| ------------------ | -------- | ----------------------------- |
| Роскроу 40', 90+4' | Протокол |                               |

| Дженнер Парк Стедіум, Баррі Глядачів: 1 503 Арбітр: Роб Дженкінс |